# Сервілії (рід)

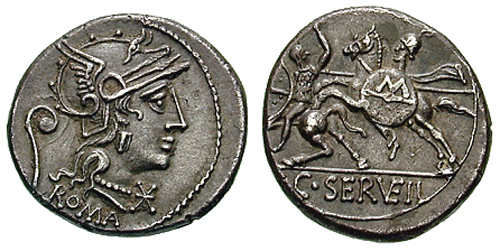
Денарій Гая Сервілія Ватія. 127 рік. до н. е.

Сервілії (лат. Servilii)  — патриціанській та заможний плебейський рід Стародавнього Риму. Походив з області Альба. Пересилився до Риму за часів царя Тулла Гостилія. З перших років існування республіки займав важливу роль у політичному житті Римської держави. Входив до групи прихильників Корнеліїв. Його представники багато раз були консулами, диктаторами, цензорами, займали інші магістратури. Сервілії поділялися на родини Ахалів, Присків, Касків, Ахала, Стриктів, Цепіонів, Ватіїв, Главціїв, Руллів, Гемінів.

## Найвідоміші Сервілії
- Гай Сервілій Структ Агала, консул 478 року до н. е.
- Гай Сервілій Структ Агала, начальник кінноти диктатора Луція Квінкція Цинцінната у 439 році до н. е.
- Квінт Сервілій Структ Пріск Фіденат, диктатор 435 та 418 років до н. е., розбив етрусків біля міста Фідени.
- Гней Сервілій Гемін, консул 217 року до н. е., учасник Другої пунічної війни, загинув у битві при Каннах 216 року до н. е.
- Гай Сервілій Гемін, консул 203 року до н. е.
- Квінт Сервілій Цепіон — консул у 140 році до н. е.
- Квінт Сервілій Цепіон — консул 106 до н. е., учасник битви при Араузіоні
- Гай Сервілій Главцій, претор 100 року до н. е., прихильник Луція Апулея Сатурніна.
- Квінт Сервілій Цепіон Молодший — претор 91 до н. е., проконсул 90 до н. е.
- Публій Сервілій Ватія Ісаврік — консул 79 року до н. е., цензор 55 року до н. е.
- Квінт Сервілій Цепіон (квестор) — квестор, в 72 до н. е. брав участь у придушенні повстання рабів під керівництвом Спартака.
- Публій Сервілій Рулл, народний трибун 63 року до н. е.
- Публій Сервілій Каска, народний трибун 43 року до н. е., один з вбивць Гая Юлія Цезаря.